# 高松封筒爆発事件
高松封筒爆発事件（たかまつふうとうばくはつじけん）は香川県高松市の民家に郵送された封筒が爆発し、家人が重体となった2004年の事件。

## 概要
2004年2月28日に高松市の木造2階建ての民家住宅の1階台所付近で爆発があり、49歳女性が上半身やけど等で重体となり、夫と孫が軽いけがをした。その後の実況見分で現場から爆発物の一部とみられるリード線等が発見されたため、香川県警察は殺人未遂罪と爆発物取締罰則違反で捜査を進めた。
同年3月5日、香川県警は49歳女性次女の夫X（当時30歳）を犯行に関与した殺人未遂罪と爆発物取締罰則違反で逮捕した。容疑者は49歳女性次女と2002年頃に別居して事件当時の2004年時点では離婚調停中であり、Xからの嫌がらせ等に悩んで香川県警に相談していた。
同年4月16日までにXは殺人未遂罪と爆発物取締罰則違反（爆発物使用罪）および爆発物取締罰則違反（爆発物製造罪）で起訴された。引火性の溶剤アセトンと別の化学物質を混合してできる爆発性のある物質に乾電池やリード線、釣り糸等をつかった起爆装置を取り付けた爆発物をA4サイズのプラスチック製ファイルケースに納めた上で封筒に入れ、封筒からケースを取り出すと爆発する仕組みになっていた。
同年5月25日に高松地方裁判所でXに対する初公判が開かれたが、Xは罪状認否で容疑を否認した。検察は犯行の動機として妻と離婚訴訟中だったXが妻の母が原因で恨んだと指摘した。
2005年10月4日に高松地裁は「Xが事件発生前に自宅のパソコンからインターネットを利用して現場で使用された爆発性物質であるトリアセトントリパーオキサイド (TATP) の作り方や起爆装置の製造方法等を記載したサイトを閲覧しており、実際にプラスチックケースに入った爆発性物質を取り扱っていたこと」「Xは事件に使われた分量のTATPを生成しうるアセトン等を購入していたほか、今回の事件で使用された起爆装置の起爆剤など多量の部品と同種または類似のものを新たに購入し、あるいは以前から入手しており、X方からはTATPの成分が付着した金属粉末が発見されていること」「X方から押収された3枚の切手は今回の事件で貼付されていた切手のうち9枚が発行されたのと同じ自動販売機からその2分後に発行・発売されたものであったこと」という事実から「被告の弁解は不自然で信用できず、犯人であることに疑う余地はない」「（動機は）妻との離婚訴訟で敗訴したのは妻の母が原因だと逆恨みした」として「あまりにも自己中心的で周到に計画された卑劣で残虐な犯行」としてXに殺人未遂罪と爆発物取締罰則違反の有罪を認定して無期懲役判決を言い渡した。Xは控訴したが、2007年1月30日に高松高等裁判所は控訴を棄却した。
2007年10月16日に最高裁判所は「刑事裁判における有罪認定には合理的な疑いを差し挟む余地のない程度の立証が必要であるが、合理的な疑いとは反対事実が存在する疑いを全く残さない場合をいうものではなく、抽象的な可能性としては反対事実が存在するとの疑いをいれる余地があっても、健全な社会常識に照らして、その疑いに合理性がないと一般的に判断される場合には有罪認定を可能とする趣旨である」として上告を棄却し、Xの無期懲役判決が確定した。